# Hamsa

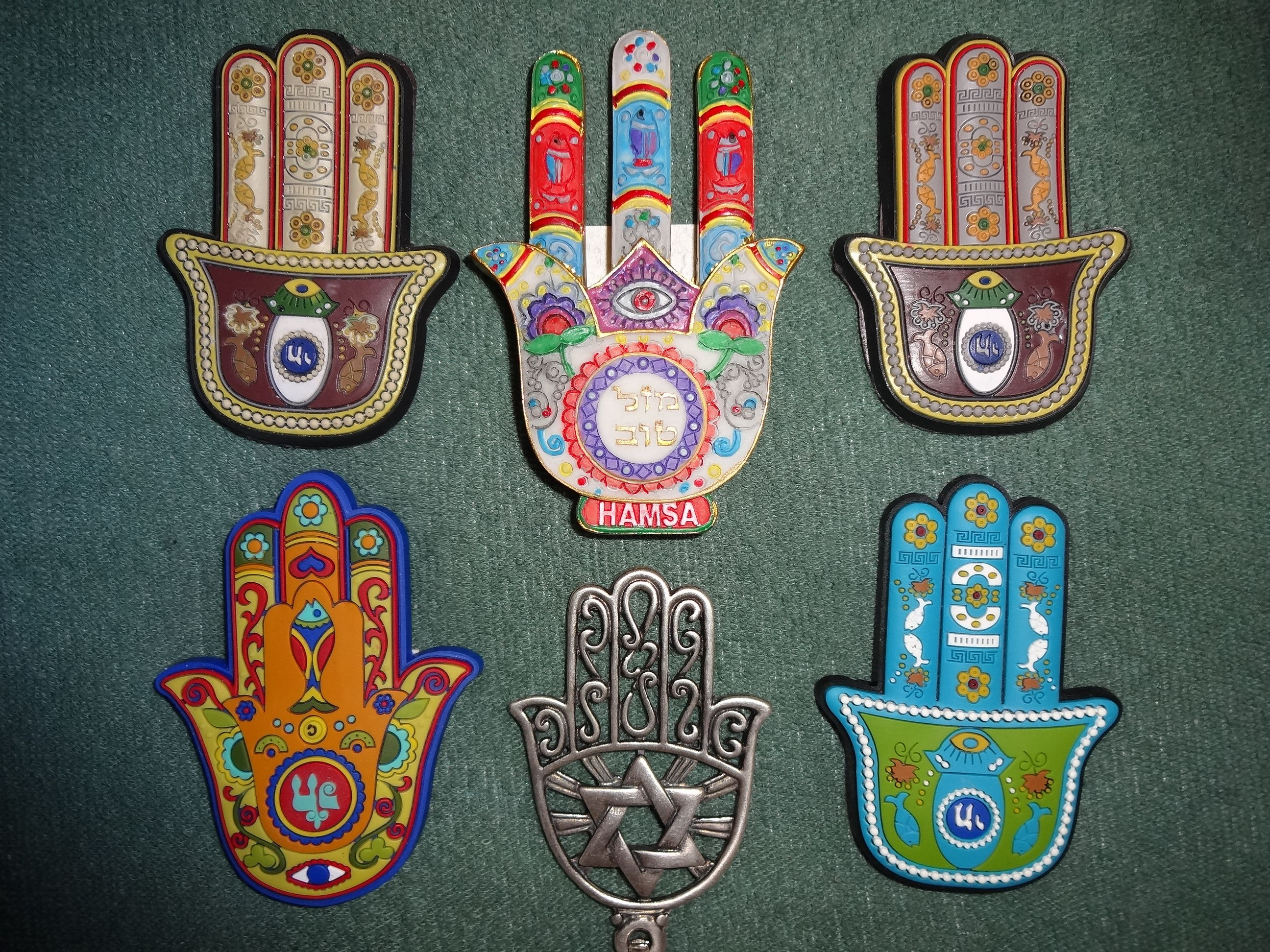
Izraelské hamsy

Hamsa (arabsky خمسة chamsa, hebrejsky חַמְסָה) nebo též „Fátimina ruka“ (či „Ruka Fátimy“) nebo „Ruka Marie“, je symbol a amulet ve tvaru lidské ruky oblíbený zejména v oblasti Středního východu a severní Afriky, kde bývá běžně využíván jako šperk či jako ozdoba na zeď. Zobrazuje dlaň pravé ruky, což bylo v mnoha společnostech během historie považováno za znamení ochrany. Hamsa má tedy ochraňovat především před uhrančivým pohledem. Proto bývá tento amulet v některých případech ozdoben okem.

## Etymologie

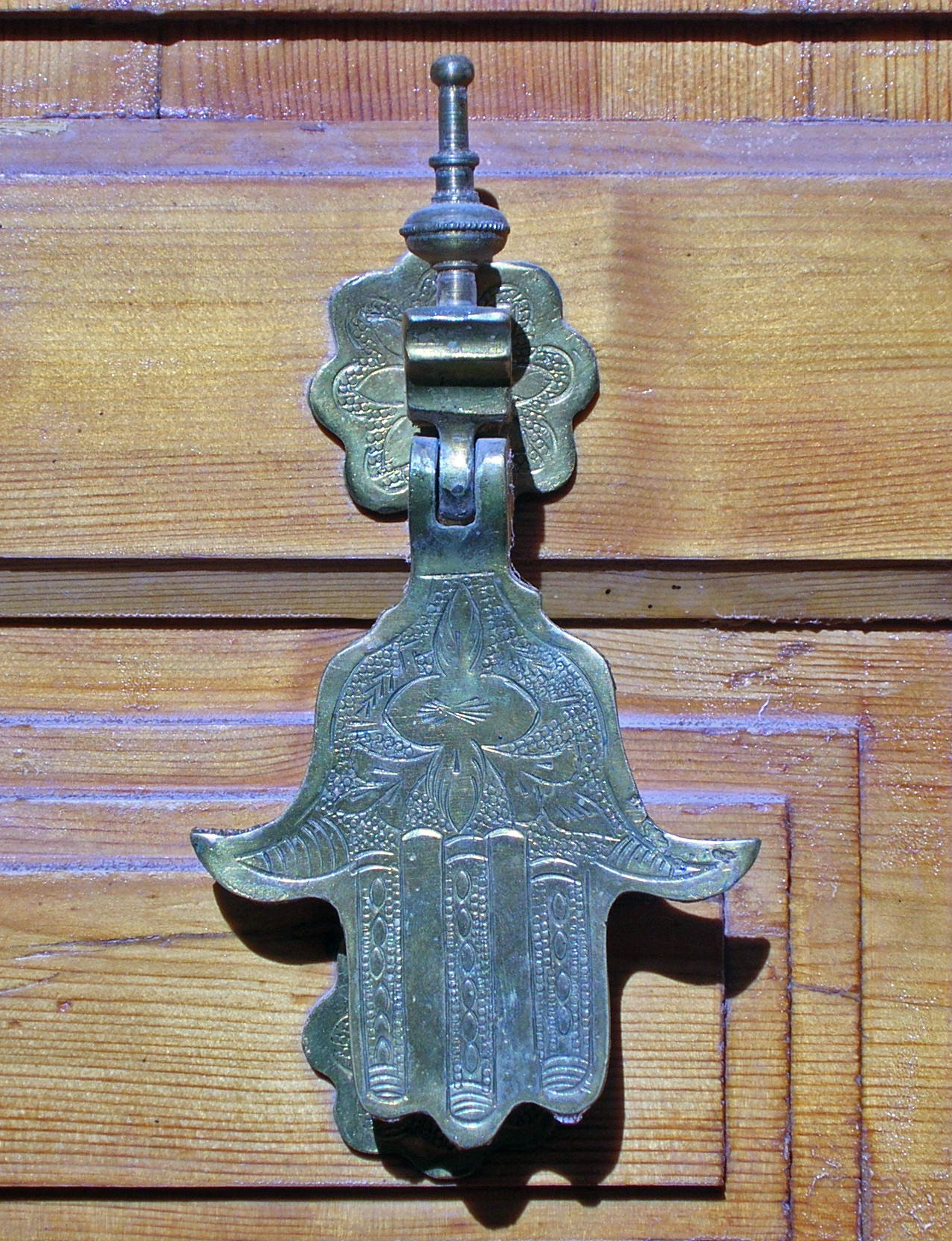
Dveřní klepátko ve tvaru hamsy, Maroko

V arabštině označuje výraz „hamsa“ nejen číslici 5, ale také pět prstů na ruce.
Slovo chamsa (nebo chamse) může také znamenat pětidílnou báseň, do češtiny je slovo překládáno jako "pateřice".

## Historie
Počátky používání amuletu spadají až do časů starověké Mezopotámie (dnešní Irák). Dlaň pravé ruky jako všeobecný ochranný znak nacházíme mezi mezopotámskými artefakty, na amuletech sumerské bohyně plodnosti, lásky, pohlavního života a války Ištar/Inanny. K dalším symbolům božské ochrany, jejichž základem je ruka, patří Venušina či Afroditina ruka nebo Mariina ruka. Jejich úkolem bylo chránit ženy před uhranutím, podporovat plodnost a laktaci, napomáhat zdravému těhotenství a posilovat slabé. Podobné je i Buddhovo symbolické gesto ochrany a učení mudra.